# Hello (альбом)
«Hello» — шостий студійний альбом українського рок-гурту «Антитіла», виданий 12 квітня 2019 року. Одночасно із релізом платівки гурт представив музичне відео на заголовну пісню. Альбом складається із 10 пісень, 4 із яких («TDME», «Лови момент», «Lego» та «Вірила») були представлені раніше.

## Список пісень
| #     | Назва          | Тривалість |
| ----- | -------------- | ---------- |
| 1.    | «Ми починаємо» | 3:31       |
| 2.    | «Лови момент»  | 3:07       |
| 3.    | «Stand up!»    | 4:05       |
| 4.    | «Лети»         | 3:51       |
| 5.    | «Сарафан»      | 3:37       |
| 6.    | «TDME»         | 3:33       |
| 7.    | «Lego»         | 3:21       |
| 8.    | «Вірила»       | 3:37       |
| 9.    | «Буде син»     | 3:06       |
| 10.   | «Hello»        | 4:03       |
| 35:51 |                |            |